# ملعب نادي الباطن
ملعب نادي الباطن هو ملعب كرة قدم يقع في حفر الباطن، السعودية، يتسع لـ 6000 متفرج. تم افتتاحه في 2016. هو الملعب الرسمي لنادي الباطن.

## المرافق
ملعب أساسي و ملعب رديف و مسبح متدرج وصالات رياضية وبيت للشباب.